# Goaxis fertilis
Goaxis fertilis är en fjärilsart som beskrevs av Paul Dognin 1911. Goaxis fertilis ingår i släktet Goaxis och familjen tandspinnare. Inga underarter finns listade i Catalogue of Life.